# Guadamejud
El Guadamejud es un curso de agua del interior de la península ibérica, afluente del río Mayor. Discurre a través de la provincia española de Cuenca.

## Descripción
Pertenece a la cuenca hidrográfica del Tajo y su curso queda comprendido dentro de la provincia de Cuenca. Antaño, ya pasado Villalba del Rey, vertía sus aguas al Mayor —antes de la construcción de la presa de Buendía—, hoy día lo hace en una de las colas de dicho embalse.
A mediados del siglo XIX, no tenía puentes. Aparece descrito en el noveno volumen del Diccionario geográfico-estadístico-histórico de España y sus posesiones de Ultramar de Pascual Madoz de la siguiente manera:

GUADAMEJUD: r. que nace en la prov. y part. jud. de Cuenca, térm. jurisd. de Sotoca. Corre por debajo de Ntra. Sra. del Val; baña despues los térm. de Culebras, Bolliga, La Ventosa, Guadamejud, Villarejo del Espartal y Peraleja. Deja á Gascuena á la der. a más de 1 leg.; pasa junto á Portal Rubio, y mas abajo de Villalba del Rey desagua en el Huete, despues de 8 leg. de curso. El nombre de Guadamejud lo toma este r. á la salida del partido de Cuenca para entrar en el de Priego junto á la Ventosa, y lo componen los arroyos de Domingo Garcia, Sacedoncillo, Sotoca y Bolliga: no tiene puentes ni cria peces.
(Madoz, 1847, p. 29)

## Camino Natural del Río Guadamejud
El Camino Natural del Río Guadamejud cuenta con 43,1 km de longitud desde la localidad de Villar de Domingo García hasta su desembocadura en el Embalse de Buendía muy cerca de Villalba del Rey y de la desembocadura del Río Mayor.
El río permite conocer 11 poblaciones de Cuenca. Este Camino Natural está conectado al final con el Camino Natural del Mayor. El recorrido termina en el Embalse de Buendía. Hace una descripción de las tierras de la Alcarria conquense.
| POBLACIONES/PUNTOS HABITADOS                       | km      | km           |
| POBLACIONES/PUNTOS HABITADOS                       | PARCIAL | TOTAL CAMINO |
| Villar de Domingo García                           | 0       | 0            |
| Valdecañas                                         | 3,93    | 3,93         |
| Culebras (a 0,33 km del recorrido)                 | 4,4     | 8,33         |
| La Ventosa (a 2,08 km del recorrido)               | 5,27    | 13,6         |
| Villarejo del Espartal (a 3,9 km del recorrido)    | 5       | 18,6         |
| Villanueva de Guadamejud (a 0,97 km del recorrido) | 1,8     | 20,4         |
| Gascueña (a 6,85 km del recorrido)                 | 3,2     | 23,6         |
| La Peraleja (a 3,14 km del recorrido)              | 0,3     | 23,9         |
| Portalrubio de Guadamejud (a 2 km del recorrido)   | 6,5     | 30,4         |
| Tinajas (a 2,43 km del recorrido)                  | 4,5     | 34,9         |
| Villalba del Rey (a 3,46 km del recorrido)         | 6,4     | 41,3         |

Forma parte de la Red Integral de Caminos de Agua de Castilla-La Mancha (RICA-CLM) formada por el Programa “Caminos de Agua” que describe Itinerarios Culturales a lo largo de ríos secundarios de la región manchega.
(ver enlaces más abajo en Bibliografía)